# Alfredo Cappellini (1916)
«Альфредо Каппелліні» (італ. Alfredo Cappellini) - італійський імпровізований монітор, перероблений з плавучого крану GA53 під час Першої світової війни.
Свою назву отримав на честь італійського офіцера Альфредо Каппелліні, який загинув під час битви біля Лісси.

## Розробка та опис
«Альфредо Каппелліні»  був побудований для використання гармат «381/40 Mod. 1914», що призначалися для лінкорів типу «Франческо Караччоло», будівництво яких було призупинено в 1916 році. Гармати були побудовані Ансальдо-Шнайдером і спочатку були призначені для лінкора «Франческо Морозіні». Водотоннажність корабля складала  1475 тон, довжина корпусу від носу до гвинта вздовж ватерлінії 36 метрів, ширина - 18 метрів, осадка - 2,4 метри.  Монітор, побудований на основі плавучого крану  GA53 оснастили  вертикальною паровою машиною з подвійним розширенням потужність у 265 індикативних кінських сил (198 Кіло-Ватт).  На морських випробуваннях корабель досягнув максимальної швидкості у 3.76 вузлів (7 км/год), але під час звичайної служби максимальна швидкість становила близько 3,5 вузлів (6,5 км/год). 3,5 вузла (6,5 км/год; 4,0 миля/год).
Корпус та башта корабля не мали броні, але монітор захищали дві протиторпедні сітки. Гармати головного калібру підніматися на кут до 20°, а башта могла повертатися до 30° у кожен бік. Гармати стріляли 884 кілограмовим бронебійним снарядом з початковою швидкістю  у 700 метрів на секунду на максимальну відстань 27 300 метрів при максимальному куті підйому ствола.

## Служба
«Альфредо Каппелліні» був спущений на воду у 1915, навіть до того. як будівництво лінкорів було офіційно призупинене, корабельнею Орландо у Ліворно, повністю добудований 24 квітня 1917, а включений до складу флоту на чотири дні раніше. Вперше взяв участь у бойових діях під час 11-тої битви при Ізонцо у серпні 1917 року. Корабель. разом з іншим італійським монітором «Фаа ді Бруно» та британськими моніторами «Ерл Оф Пітерборо» та «Сер Томас Піктон», здійснювали обстріл австро-угорських позицій, але без помітного ефекту. Корабель розбило штормом на узбережжі поблизу Анкони 16 листопада 1917 року.